# Galeodes sabulosus
Espèce
Galeodes sabulosus est une espèce de solifuges de la famille des Galeodidae.

## Distribution
Cette espèce se rencontre en Inde et au Pakistan.

## Description
La femelle holotype mesure 32 mm.

## Publication originale
- Pocock, 1900 : The fauna of British India, including Ceylon and Burma. Arachnida. London, p. 1-279 (texte intégral).